# Ida Kar
Ida Kar, nata Ida Karamian (Tambov, 8 aprile 1908 – Londra, 24 dicembre 1974) è stata una fotografa russa, nota per i suoi ritratti fotografici di scrittori e artisti, in particolare quelli realizzati nella Londra degli anni cinquanta e sessanta del Novecento, ritenuti un importante documento sociale della vita culturale nella Gran Bretagna del dopoguerra.

## Biografia
Ida Karamian o Karamanian nacque l'8 aprile 1908 a Tambov, vicino a Mosca, da genitori armeni di condizioni agiate; il padre insegnava francese e persiano all'università. La famiglia si trasferì in Iran quando Kar aveva otto anni e ad Alessandria d'Egitto quando lei aveva tredici anni. Ad Alessandria studiò al prestigioso Lycée Français. Tra il 1929 e 1934 abitò a Parigi, dove i genitori avrebbero voluto studiasse chimica e medicina, mentre iniziò ad applicarsi al violino e al canto.
Nella capitale francese, allora focolaio di sperimentazione artistica, frequentò gli artisti e gli scrittori d'avanguardia della Rive gauche, tra cui Piet Mondrian e Yves Tanguy, si orientò verso le idee politiche rivoluzionarie e si avvicinò al surrealismo; nel 1929 assisté alla prima del film di Luis Buñuel e Salvador Dalí Un Chien Andalou.
Iniziò la sua esperienza con la fotografia lavorando come apprendista nello studio del giovane fotografo e pittore surrealista tedesco Heinrich Heidersberger.
Dopo cinque anni trascorsi a Parigi, che divennero la base della sua formazione artistica, nel 1933 fece ritorno nella casa di famiglia ad Alessandria. Lavorando come assistente in uno studio fotografico conobbe e alla fine degli anni 1930 sposò il fotografo Edmond Belali. Con lui si trasferì al Cairo e aprì uno studio chiamato Idabel, dalle iniziali dei rispettivi nomi della coppia di fotografi, specializzato in ritratti e nature morte d'avanguardia; qui entrò in contatto con membri del movimento egiziano Art et Liberté (Arabo: جماعة الفن والحرية), fondato dal poeta surrealista Georges Henein, e conobbe il poeta e mercante d'arte Victor Musgrave, un ufficiale inglese della RAF di stanza al Cairo.
Durante la seconda guerra mondiale Kar e Belali parteciparono a due mostre surrealiste al Cairo. Nel 1944, dopo aver divorziato da Belali, Kar sposò Victor Musgrave e nel 1945 si trasferì con lui a Londra.
Nella capitale britannica entrò in contatto con artisti vicino al surrealismo, tra cui Paul Nash e ELT Mesens. Si specializzò in ritrattistica e iniziò a svolgere qualche attività come fotografa teatrale, realizzando scatti di casting di giovani attori; in seguito si dedicò a ritratti di artisti e scrittori, ripresi nel suo studio o nei loro atelier. Nel 1953 il marito aprì una galleria artistica a Litchfield Street a Soho, Gallery One, dove promosse diverse mostre di artisti originali e allora poco conosciuti, al di fuori del mainstream, come l'artista indiano FN Souza, giovane pittrice Bridget Riley, le mostre di esordio dei dipinti nucleari di Enrico Baj e dei monocromi di Yves Klein.
Nel 1954 Ida Kar espose qui la sua prima mostra, Forty Artists from Paris and London, nella quale espose foto di artisti e personaggi famosi, come T.S. Eliot, Noël Coward, L.S. Lowry e Somerset Maugham, Le Corbusier, Stanley Spencer, Marie Laurencin, Man Ray e Jacob Epstein, con didascalie del romanziere Bill Hopkins, che tuttavia non conobbe un grande successo.
Il commerciante d'arte John Kasmin nel 1956 e nel 1958 divenne il suo assistente e il suo manager, incaricato di segnalarle i personaggi pubblici in arrivo a Londra disponibili a farsi ritrarre, le cui foto sarebbero state poi vendute alla stampa.
Nel 1956 lo scrittore e giornalista Colin MacInnes, che aveva una stanza sopra i locali della Gallery One, presentò il fotografo Terry Taylor a Musgrave e Kar. Taylor, allora poco più che ventenne, divenne l'assistente di Kar e in breve tempo il suo amante.
Nel 1957 Kar visitò l'Armenia e l'anno successivo l'Unione Sovietica, dove ritornò nel 1959, fotografando, fra gli altri, Shostakovich, Leonid Leonov, Ernst Neizvestny e Ilya Ehrenberg. Viaggiò poi in Francia, dove realizzò i ritratti, tra gli altri, di Braque e di Ionesco, e nella Germania dell'Est, dove si svolse una mostra delle sue fotografie armene. Nello stesso anno venne incaricata dalla rivista Tatler di fotografare i più affermati mercanti d'arte londinesi.
Nel 1960, con la mostra retrospettiva svoltasi alla Whitechapel Art Gallery, visitata da circa 10 000 persone, la prima mostra del suo genere a essere tenuta in una grande galleria pubblica di Londra, Ida Kar raggiunse l'apice del suo successo. Nell'aprile 1962 si svolse una mostra a Mosca. Nel gennaio 1964 venne invitata dall'ambasciata cubana alle celebrazioni del quinto anniversario della rivoluzione; oltre ai ritratti del Presidente Fidel Castro e degli scrittori e artisti dell'isola, realizzò diverse foto della città e della campagna in stile documentaristico.
La mostra svoltasi a Londra nel 1965 delle foto realizzate a Cuba rappresentò l'"ultima fase creativa pubblicamente riconosciuta della sua carriera".
Ida Kar morì a Londra alla vigilia di Natale del 1974 per un'emorragia cerebrale, in condizioni di povertà e solitudine in un monolocale di Notting Hill. Aveva 66 anni.
Nel 1999 la National Portrait Gallery di Londra ha acquisito il suo archivio fotografico e nel 2011 ha allestito un'importante retrospettiva del suo lavoro, Ida Kar: Bohemian Photographer 1908–1974. L'archivio comprende 800 stampe fotografiche e diecimila negativi; oltre 1 600 ritratti sono state catalogati e sono consultabili online.